# Lotte del Cormor
Le Lotte del Cormor (Lis Lotis dal Cormôr in lingua friulana) furono una mobilitazione che nel maggio del 1950 e nei mesi successivi coinvolse disoccupati, braccianti e contadini della Bassa Friulana.
Le agitazioni sul Cormor s'inseriscono nel filone di proteste e rivolte sociali che nel dopoguerra caratterizzarono l'Italia intera e sono considerate un sorprendente esempio di sciopero a rovescio, in cui i partecipanti lavorarono volontariamente per protestare contro la mancanza di lavoro.
Tale forma di azione nonviolenta, che pur inconsapevolmente riprende per molti aspetti il “programma costruttivo” di Gandhi, in Italia fu utilizzata anche in altri luoghi e momenti ed è fortemente legata al nome di Danilo Dolci, che a partire dai primi anni '50 organizzò diversi scioperi alla rovescia a Partinico, nella Sicilia occidentale.

## Il contesto economico e sociale
A livello nazionale furono gli anni della vittoria della Democrazia Cristiana e della definitiva sconfitta delle sinistre (elezioni dell'aprile 1948), della rottura dell'unità sindacale che vide la componente cattolica e quella socialdemocratica della Cgil abbandonare il sindacato dando vita rispettivamente alla CISL e alla UIL, della “restaurazione liberista” del ministro del Bilancio Luigi Einaudi, convinto sostenitore del liberismo e della libera concorrenza.
La politica economica italiana di quegli anni ebbe costi sociali notevoli, soprattutto in termini di disoccupazione, e proprio in questo quadro va ad inserirsi il Piano del Lavoro della Cgil del 1949, fortemente voluto dal suo segretario Giuseppe Di Vittorio con l'obbiettivo di abbattere la disoccupazione aumentando la spesa pubblica .
Nel dopoguerra anche la situazione della Bassa Friulana era davvero critica, mancavano gli acquedotti, gli impianti fognari e migliaia erano gli edifici da ricostruire; inoltre nella zona occidentale molte erano le aree paludose da bonificare, migliaia i campi inutilizzabili, epidemie e povertà dilaganti.
La situazione era particolarmente tesa e, tra il 1948 ed il 1949, vennero occupate molte aziende della destra Tagliamento, ci furono degli episodi di ribellione nell'area attorno a Latisana (occupate l'azienda Gaggia a Pertegada e la tenuta Regina di Piancada), vi furono agitazioni alla Saici e ribellioni tra i braccianti di Fossalon e di Fiumicello. Sotto la spinta del Piano del Lavoro della CGIL, anche la confederazione sindacale friulana impostò, nella primavera del 1950, il Piano del Lavoro per il Friuli, che si proponeva di porre le basi per la rinascita economica dell'intera Bassa Friulana. Esso prevedeva una serie di interventi di bonifica e di sistemazione idraulica, in particolare del fiume Stella e della roggia Velicogna, il recupero degli argini del fiume Turgnano, la sistemazione degli affluenti del bacino Fraida. Fu tuttavia la canalizzazione del Cormor a porsi subito come opera strategica. L'opera di canalizzazione del torrente avrebbe infatti risolto parte dei problemi delle aree paludose della Bassa occidentale, apportando notevoli miglioramenti sia dal punto di vista agricolo che da quello occupazionale (nel mese di aprile 1950 i disoccupati nei 15 comuni della Bassa erano 5 000, 600 a San Giorgio di Nogaro, 100 a Ronchis, 500 a Palazzolo dello Stella).
Il torrente Cormor, ancora agli inizi del ‘900, interrompeva il proprio corso in comune di Pocenia, tra Paradiso e Mortegliano. Circa 10 000 ettari di terreno a nord della statale 14 si trasformavano così, nella stagione delle piogge, in un enorme acquitrino. Una volta completato, il tracciato del canale avrebbe attraversato il territorio dei comuni di Castions di Strada, Pocenia, Muzzana del Turgnano, Carlino e Marano Lagunare - ma sarebbero stati quindici i comuni che avrebbero potuto giovarsi di quest'opera, in pratica tutta la zona compresa tra il Tagliamento e il Corno. Se il progetto fosse stato portato a termine così come ideato inizialmente, l'opera si sarebbe completata in 700 000 giornate lavorative (circa due anni di lavoro per 1 400 disoccupati), con conseguente bonifica di 11 000 ettari di terreno.
Per capirne l'importanza, basti dire che dopo l'intervento sul torrente la produzione di frumento sarebbe aumentata di circa 54 000 quintali ogni anno, 80 000 quintali di granoturco in più, 240 000 ulteriori quintali di foraggio necessari a sfamare circa altri 9 000 capi di bestiame.

## La mobilitazione
Visto il disinteresse delle autorità alla realizzazione dell'opera, furono i disoccupati ad agire: lo sciopero alla rovescia iniziò all'alba del 19 maggio 1950 e continuò nei mesi successivi. Braccianti e disoccupati, organizzati in squadre secondo il comune di provenienza e muniti di badili e carriole, iniziarono così i lavori di scavo del canale.
Protagonisti di questa lotta furono i sotàns. Con questo nome in lingua friulana erano chiamati quei contadini “senza terra” che, non potendo disporre di alcun terreno, né di proprietà né a mezzadria, per sopravvivere erano costretti a lavorare saltuariamente le terre d'altri, spesso come braccianti, con immani sacrifici e miseri ricavi. 

Maggio 1950. Badilanti al lavoro sul Cormor durante lo sciopero al rovescio.

Le mobilitazioni ebbero come epicentro il comune di Muzzana del Turgnano, in cui confluirono manifestanti da tutta la Bassa Friulana. A centinaia arrivavano ogni giorno in sella alle loro biciclette e si mettevano al lavoro lungo i due chilometri di scavo.
Mercoledì 24 maggio la partecipazione popolare raggiunse i livelli più alti, con punte di duemila braccianti al lavoro sul letto del canale che arrivavano non solo dai paesini del Friuli, ma anche dal vicino Veneto. Mentre molti lavoravano al canale accompagnati dalle loro madri, mogli e sorelle, altri tenevano comizi ed assemblee nelle piazze e tra la gente, per tenere informata la popolazione rispetto ai risvolti delle lotte.
Si formò nel frattempo una rete di solidarietà che coinvolse sindaci, parroci, esercenti e fornai; non solo politici ma anche intellettuali, pittori e scrittori iniziarono a esprimere il loro appoggio alla protesta, talvolta recandosi nei luoghi della lotta. Tra questi il poeta Mario Cerrone, gli scultori Max Piccini e Dino Basaldella ed i pittori Giorgio Celiberti e Giuseppe Zigaina. Quest'ultimo rappresentò in alcune celebri tele i braccianti che in sella alle loro biciclette si recavano al canale e le assemblee svolte dagli scioperanti durante la mobilitazione.

## La repressione
Il 25 maggio le forze di polizia, comandate dal commissario Gallo, capo del commissariato di Cervignano, diedero inizio alla repressione violenta della protesta con posti di blocco, inseguimenti, cariche contro i dimostranti e rastrellamenti. I bambini avvisavano gli scioperanti circa gli spostamenti della Celere e i controlli venivano così aggirati facilmente proprio grazie al sostegno della gente del luogo, tuttavia i poliziotti malmenarono in modo indiscriminato non solo i manifestanti, ma anche tutti quelli che erano sospettati di appoggiare la lotta.
La repressione divenne sempre più cruenta, tanto che il 29 maggio furono attaccate con manganelli e lacrimogeni le circa 400 donne giunte a Muzzana del Turgnano per manifestare.

## Gli esiti delle Lotte

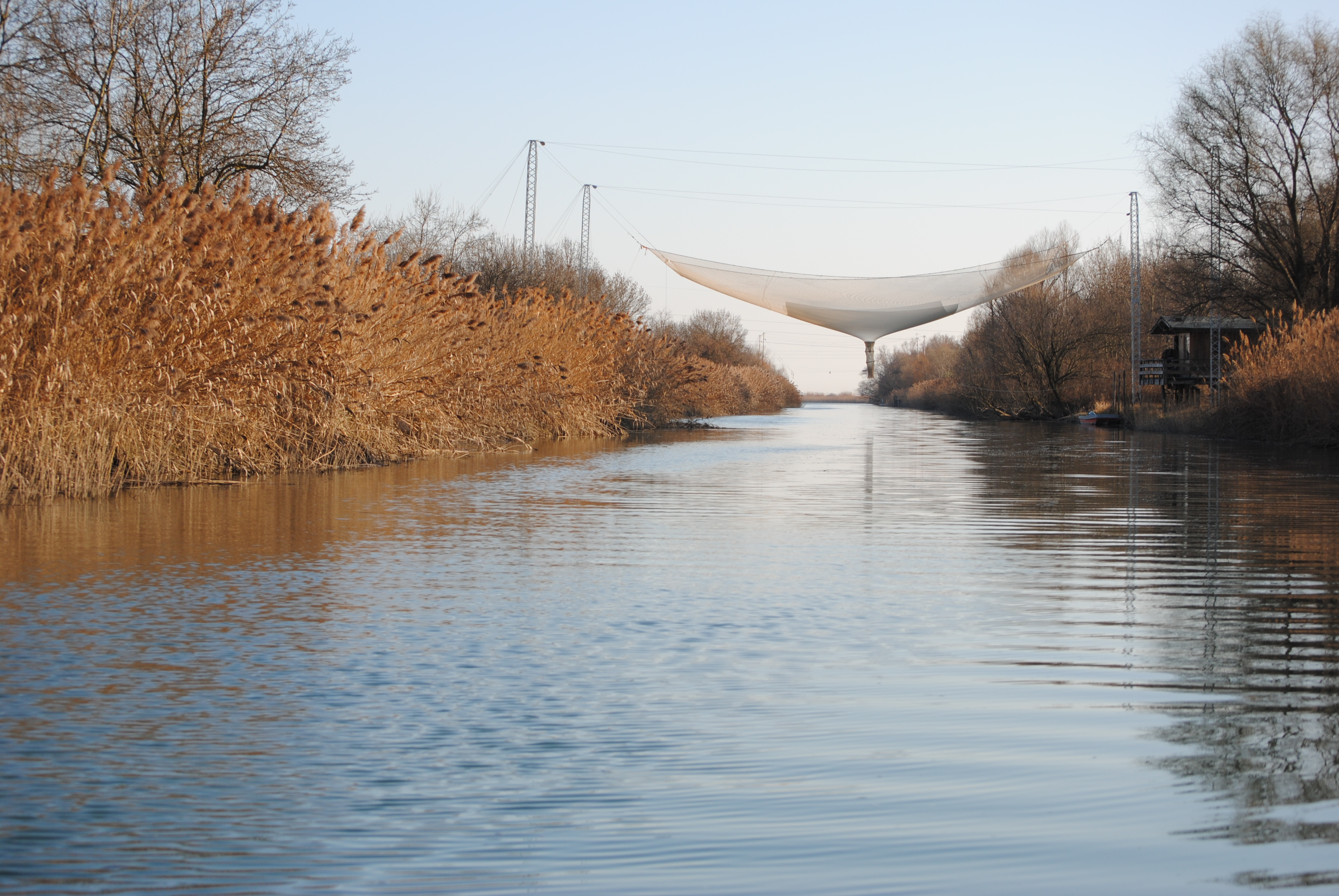
Il Cormor oggi, nei pressi di Muzzana del Turgnano (UD)

Dopo molti giorni la lotta nonviolenta, coronata da una solidarietà sempre più vigorosa da tutto il Friuli, sia sotto forma di aiuti materiali sia con numerose petizioni, comizi e lettere di protesta, ebbe i suoi frutti. De Gasperi, in occasione della sua visita ad Udine del 4 giugno 1950, annunciò uno stanziamento di fondi per la canalizzazione del Cormor (circa 100 milioni di lire), e dopo una serie di contrattazioni, alla fine di luglio si decise di assumere i primi mille operai - scelti in ciascuno dei quindici comuni coinvolti nel progetto - nonostante le due imprese appaltatrici avessero però bisogno di soli 250 lavoratori. Ed infatti, dopo qualche settimana i lavori vennero sospesi e gran parte degli operai appena assunti licenziati per mancanza di stanziamenti da parte del Governo: il 5 agosto persero il lavoro 800 uomini.
In seguito i finanziamenti arrivarono a piccole dosi, senza risolvere i gravi problemi di povertà e disoccupazione della Bassa Friulana. Il canale venne completato con l'utilizzo di ruspe ed escavatori (e non, come chiedevano i manifestanti, con la sola manodopera per garantire più posti di lavoro possibili) e venne inaugurato il 20 settembre 1955, quando la maggior parte dei braccianti che avevano preso parte a questa lotta aveva intrapreso in modo massiccio la strada dell'emigrazione.